# Verrucaria tuberculiformis
Verrucaria tuberculiformis är en lavart som beskrevs av P. M. McCarthy & Kantvilas. Verrucaria tuberculiformis ingår i släktet Verrucaria och familjen Verrucariaceae.   Inga underarter finns listade i Catalogue of Life.